# Porto Marina di Nettuno

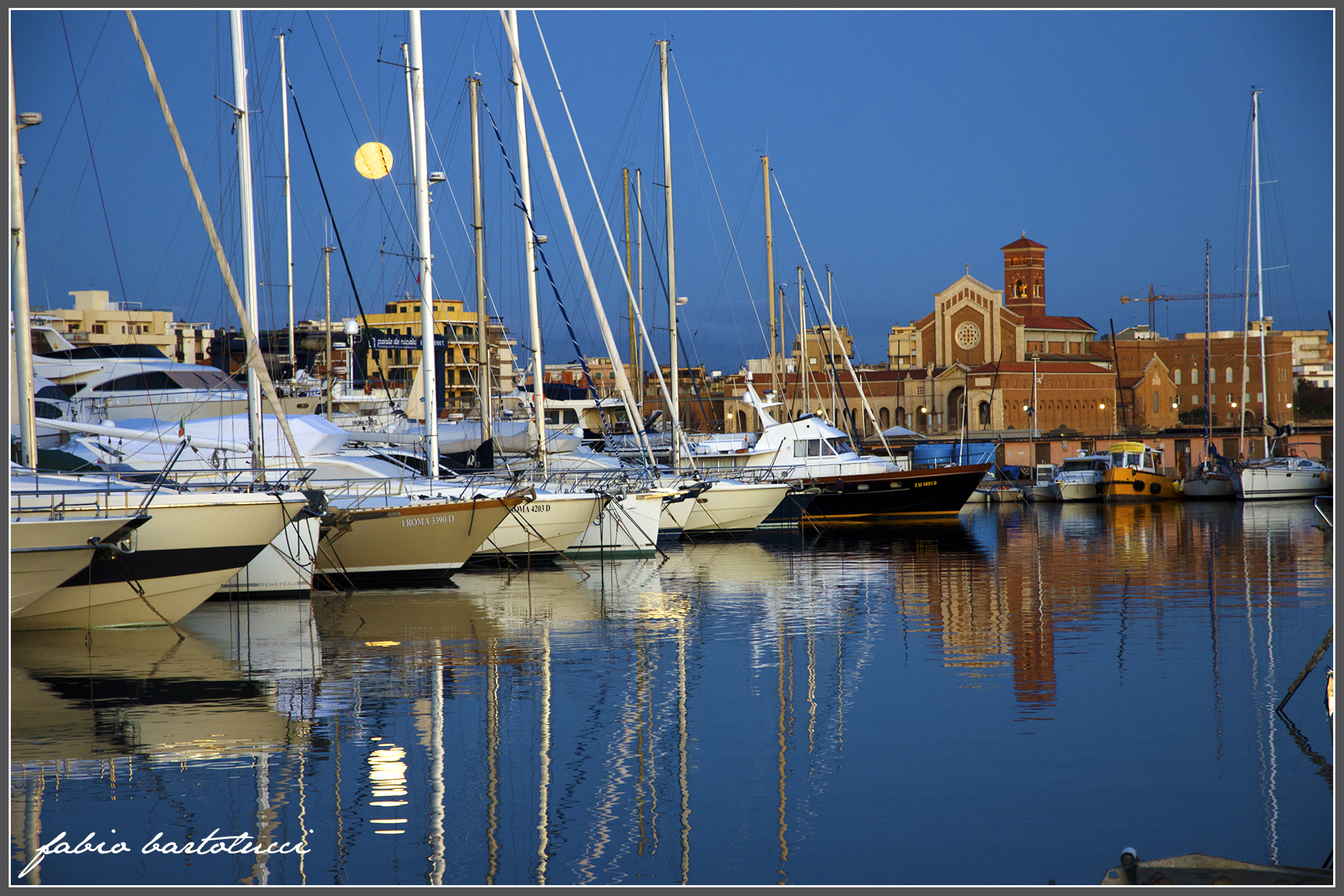
Vista del porto Marina di Nettuno

Il porto Marina di Nettuno è un porto turistico che si sviluppa nel comune di Nettuno.

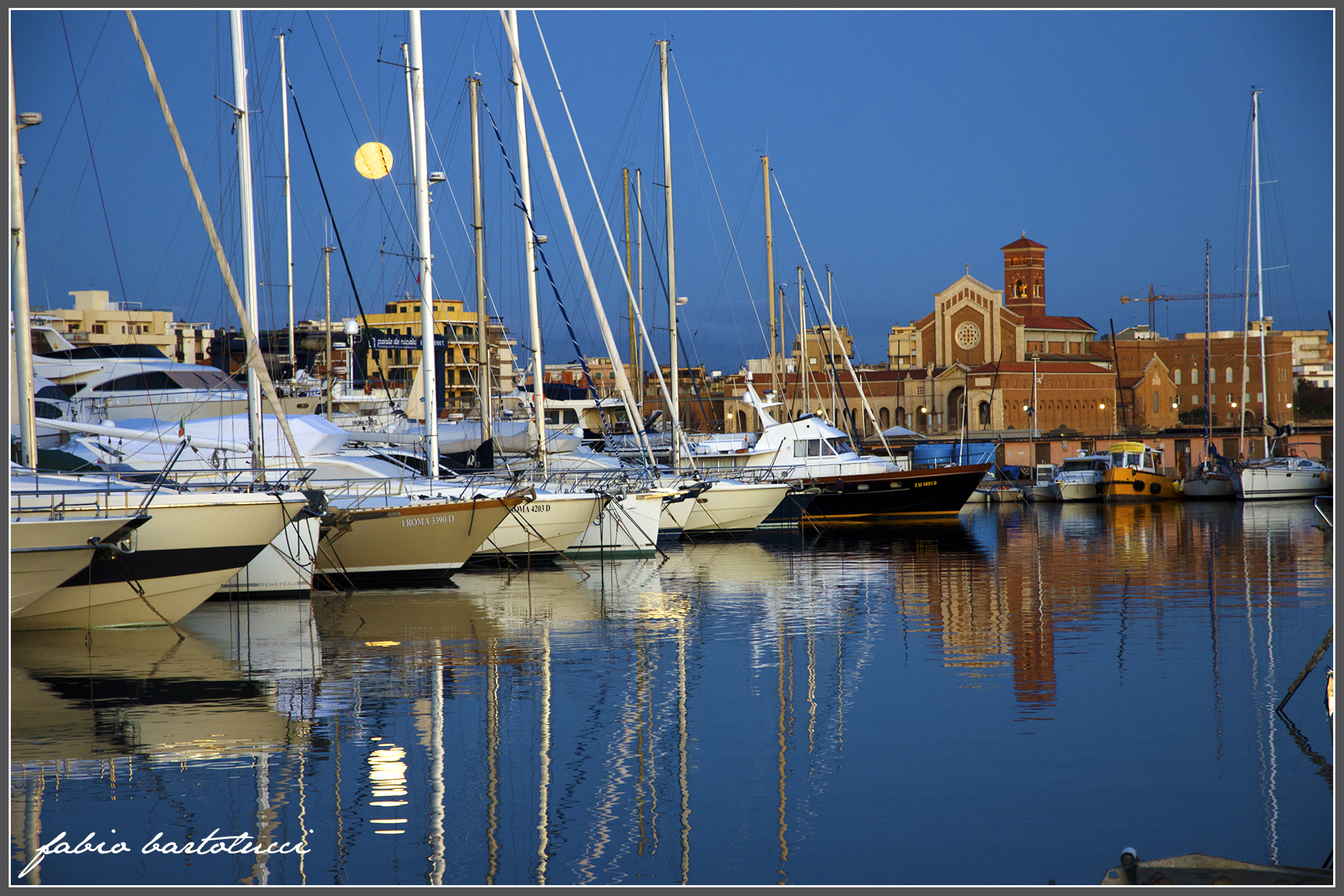
Vista del porto Marina di Nettuno

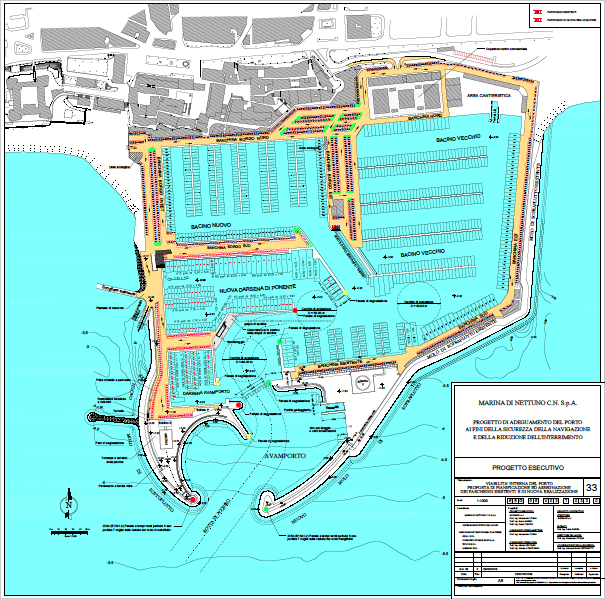

## Storia
Lo stretto legame con il Mar Tirreno ha permesso lo sviluppo dell'attività portuale. Fu costruito nel 1986, in seguito al forte incremento demografico che riguardò la zona.